# Geranilgeraniol
Geranilgeraniol es un diterpeno de alcohol que desempeña un papel en varios procesos biológicos importantes. Es un intermedio en la biosíntesis de otros diterpenos y de las vitaminas E y K. También se utiliza en la modificación post-traduccional conocida como geranilgeranilación. Geranilgeraniol es una feromona para abejorros y una variedad de otros insectos.
Geranilgeraniol es un potente inhibidor de Mycobacterium tuberculosis in vitro.